# Сублітораль

Зони океанічного дна та відкритих вод

Сублітора́ль — частина Світового океану, яка простягається від рівня максимального відпливу до 200 м глибини. Ширина її може досягати декількох десятків кілометрів — залежить від ширини шельфу.

## Загальна характеристика
Між сублітораллю і батіаллю виділяється перехідний горизонт, що охоплює в різних районах океану глибину від 200 до 500—1000 м, де спостерігається змішування фаун (відповідає псевдоабісалі, профундалі і архібенталі у різних авторів). Часто С. обмежують тільки зоною поширення донних рослин до 40-150 м; ширина С. залежить від ширини шельфу і коливається від декілька км до багатьох сотень км. Сублітораль — найбільш продуктивна зона моря з надзвичайно багатоманітним живим світом, здатним створювати біомасу в сотні і тисячі г живої речовини на 1 м2. до верхнього горизонту С. звичайно приурочені значні скупчення водоростей і, частково, квіткових рослин, в тропіках також коралів; глибше переважають тварини. Особливо численні голкошкірні, молюски, черв'яки, ракоподібні. У С. зосереджені основні промислові запаси морських придонних риб, безхребетних тварин і рослин.

## Опис
Сублітораль — зона найсприятливіша для життя і тому заселена надзвичайною різноманітністю тваринних і рослинних форм. У верхній її частині (умовно до 100 м) серед теригенних порід переважають піски, алеврити, глини. З хемогенних порід тут формуються вапняки, боксити, фосфорити, залізні і марганцеві осадові руди.
Вапняки часто з оолітовою будовою, що вказує на неспокійне, рухливе середовище. У цілому зберігається закономірність зменшення розмірів уламків порід при віддаленні від берега і нарощуванні глибини. Грубоуламкові породи літоралі можуть змінюватись піщаними, глинистими, карбонатними, як правило, з горизонтальною верствуватістю. До верхньої частини субліторалі приурочена і більша частина органогенних карбонатних порід: в таких умовах відкладались форамініферові вапняки (фузулінові, швагеринові, нумулітові), губкові, археоціатові, водоростеві, коралові, брахіоподові, пелециподові і гастроподові. На таких глибинах у крейдовому періоді відкладались потужні товщі крейди (з домішками уламкового матеріалу), чисті різновидності якої формувались дещо глибше (декілька сотень метрів). Для нижньої частини субліторалі типовими є глини, з органогенних утворень відомі діатоміти, трепели, радіолярити, спонголіти. Бентосні організми представлені мулоїдами, трупоїдами і хижаками. Черепашки крихкі, тонкостінні. Характерна тонка горизонтальна верствуватість. Батіальні фації у викопному стані зустрічаються рідко. В сучасних морях вони представлені глинистими, кремнистими, вапнистими мулами з бідною фауною планктонних форамініфер і радіолярій.

### Фації субліторалі
Абісальні фації у викопному стані не відомі, сучасні представлені червоною океанічною глиною, карбонатними мулами. З червоною глиною звичайно пов'язані залізомарганцеві конкреції, які місцями покривають 70—90 % поверхні дна. В перехідній зоні від океану до континенту формуються фації лагун, дельт, естуаріїв, лиманів, прибережних озер тощо.
Лагунні фації утворюються в напівізольованих басейнах, які, залежно від розміщення у певній кліматичній зоні, можуть бути опрісненими чи засоленими. Саме тому реконструкція умов осадонагромадження в лагунах є важливою для пізнання давніх кліматів. В лагунах гумідних областей відкладаються переважно алеврито-глинисті осади з погано вираженою верствуватістю, відсутні глауконіт та фосфатні мінерали (на відміну від морських фацій). Можуть утворюватись і органогенні породи — прибережні черепашники, водоростеві вапняки. При значній швидкості нагромадження теригенного матеріалу лагуна може перетворитись в болото, де накопичується торф, осадові залізні руди. В лагунах аридних областей інтенсивне випаровування призводить до зростання концентрації солей у воді, утворення розсолів і в кінцевому наслідку осадженню солей. При цьому хімічні осади, а також пеліти, алеврити, відкладаються в центральній частині водойми, піщані — по периферії. Із зростанням солоності басейну спостерігається така послідовність випадання в осад мінералів: кальцит, доломіт, гіпс (131,4), галіт (275,2), сильвін (327,6), карналіт (345,5), бішофіт (371,5). В дужках показана необхідна мінімальна солоність.
Органічний світ по мірі засолення лагуни вимирає і у відкладах солей органічні рештки уже відсутні. Для фацій засолених лагун типовими є строкатоколірність, а також наявність концентрацій мінералів міді, свинцю і цинку в прибережних осадах. Фації дельт, естуаріїв, лиманів відкладаються при постійному чергуванні прісноводних і морських умов і представлені головним чином піщаними та глинистими осадами, часто лінзовидними, з косою та горизонтальною верствуватістю.
Фації дельт відрізняються великою різноманітністю: тут можуть формуватися озерні, болотні, річкові осади. Типовими є наявність змішаного комплексу фауни: як наземних, так і морських організмів, а також багатий рослинний детрит. В естуаріях літораль звичайно складена мулами, а сублітораль — піщаними осадами з косою верствуватістю. В лиманах можуть зустрічатись бокситові і залізні руди.
Континентальні фації формуються на суші під впливом різноманітних екзогенних факторів — текучих вод, вітру, льодовиків тощо і значною мірою залежать від кліматичних умов, рельєфу місцевості, тектонічних рухів. Значні території континентів постійно є областями розмиву і вивітрювання, тому інформацію про них дістають за вивченням кор вивітрювання та при дослідженнях суміжних територій з пониженим рельєфом, де проходили процеси акумуляції.
Серед континентальних виділяють фації елювіальні, делювіальні, колювіальні, алювіальні, еолові, озерні, болотні, льодовикові і ін.

### Фауна
Фауна шельфу (субліторальна) — донна фауна материкової мілини. Біомаса та видове різноманіття Ф.ш. значно більші і багатші, ніж інших областей. На широких пологих шельфах переважають біоценози детритоїдів; біоценози сестоноїдів розвинені переважно в прибережних частинах і на зовнішній кромці таких шельфів, на більш крутих і вузьких шельфах вони домінують.

### Характерні особливості
Характерними особливостями фацій, утворених на континентах є їх невитриманість за складом як в горизонтальному, так і в вертикальному напрямках, значно менші площі поширення в порівнянні з морськими, збідненість органічними рештками, серед яких переважають кості хребетних, пилок і спори рослин. Континентальні фації переважно представлені теригенними утвореннями, часто забарвленими оксидами заліза у червоно-бурі кольори.